# Atractomorpha yunnanensis
Atractomorpha yunnanensis is een rechtvleugelig insect uit de familie Pyrgomorphidae. De wetenschappelijke naam van deze soort is voor het eerst geldig gepubliceerd in 1981 door Bi & Xia.